# Coupe du monde féminine espoirs de hockey sur gazon 2025
Navigation
Santiago 2023 2027
La Coupe du monde féminine espoirs de hockey sur gazon 2025 sera la 11e édition de la Coupe du monde féminine espoirs de hockey sur gazon, compétition organisée par la FIH et qui réunit les meilleures sélections nationales espoirs. Elle se déroulera en décembre 2025 et sera organisée par le Chili.

## Préparation de l'événement

### Désignation du pays organisateur
Le 2 décembre 2024, le Chili a été désigné pour accueillir la Coupe du monde espoirs 2025 soit la première avec l'extension de 16 à 24 équipes, il s'agit de la 4e organisation du Chili après trois organisations récentes en 2005, 2016 et 2023, et deux mois après avoir été désigné pays organisateur de la Coupe des nations féminine de hockey sur gazon 2024-2025.

### Stade
Le 2 décembre 2024, la Fédération chilienne de hockey a annoncé que Santiago est la ville hôte pour la Coupe du monde espoirs 2025.
| [[Fichier:Chile adm location map.svg\|240px\|{{#if:\|{{{alt}}}\|Coupe du monde féminine espoirs de hockey sur gazon 2025 est dans la page Chili.]]Santiago | Santiago                          |
| --- | --------------------------------- |
| [[Fichier:Chile adm location map.svg\|240px\|{{#if:\|{{{alt}}}\|Coupe du monde féminine espoirs de hockey sur gazon 2025 est dans la page Chili.]]Santiago | Estadio Nacional Claudia Schüller |
| [[Fichier:Chile adm location map.svg\|240px\|{{#if:\|{{{alt}}}\|Coupe du monde féminine espoirs de hockey sur gazon 2025 est dans la page Chili.]]Santiago | Capacité: Inconnu                 |
| [[Fichier:Chile adm location map.svg\|240px\|{{#if:\|{{{alt}}}\|Coupe du monde féminine espoirs de hockey sur gazon 2025 est dans la page Chili.]]Santiago |                                   |

## Équipes qualifiées
Le pays organisateur est qualifié d'office. Les 23 autres places sont attribuées à l'issue des tournois continentaux.
Le 10 avril 2024, la procédure de qualification a été apporuvée par la FIH.
| Pays hôte & tournois continentaux                  | Pays hôte & tournois continentaux | Pays hôte & tournois continentaux | Pays hôte & tournois continentaux | Pays hôte & tournois continentaux                |
| Compétition                                        | Dates                             | Lieu                              | Quotas                            | Qualifiés                                        |
| -------------------------------------------------- | --------------------------------- | --------------------------------- | --------------------------------- | ------------------------------------------------ |
| Coupe d'Amérique espoirs 2024                      | 3 - 12 juillet 2024               | Surrey                            | 3                                 | Argentine États-Unis Uruguay                     |
| Euro espoirs 2024                                  | 14 - 20 juillet 2024              | Terrassa                          | 3                                 | Pays-Bas Espagne Angleterre                      |
| Pays hôte                                          | 2 décembre 2024                   | NC                                | 1                                 | Chili                                            |
| Coupe d'Asie espoirs 2024                          | 7 - 15 décembre 2024              | Mascate                           | 3                                 | Inde Chine Corée du Sud                          |
| Coupe d'Océanie espoirs 2025                       | 29 janvier - 2 février 2025       | Auckland                          | 2                                 | Australie Nouvelle-Zélande                       |
| Coupe d'Afrique espoirs 2024                       | Avril 2025                        | Windhoek                          | 3                                 | Afrique du Sud Namibie Zimbabwe                  |
| Les 8 meilleures équipes des tournois continentaux |                                   |                                   |                                   |                                                  |
| Compétition                                        | Date                              | Lieu                              | Quotas                            | Qualifiés                                        |
| Coupe d'Amérique espoirs 2024                      | 3 - 12 juillet 2024               | Surrey                            | 1                                 | Canada                                           |
| Euro espoirs 2024                                  | 14 - 20 juillet 2024              | Terrassa                          | 5                                 | Allemagne Belgique Irlande Écosse Pays de Galles |
| Coupe d'Asie espoirs 2024                          | 7 - 15 décembre 2024              | Mascate                           | 2                                 | Japon Malaisie                                   |
| Réallocation                                       | 15 avril 2025                     | NC                                | 1                                 | Autriche                                         |
| Total                                              | Total                             | Total                             | 24                                |                                                  |

## Format

### De seize à vingt-quatre équipes
Le 29 janvier 2024, lors de l'Assemblée générale à Mascate à Oman, la FIH a décidé d'élargir la compétition de 16 à 24 participants, c'est la première fois que 24 équipes doivent se retrouver en phase finale de la Coupe du monde espoirs. Ce nouveau format permet à toutes les équipes de jouer six matchs durant la compétition.

### Critères de départage
En cas d'égalité de points entre plusieurs équipes, les critères suivants sont appliqués dans l'ordre indiqué pour établir leur classement:
1. Plus grand nombre de victoires,
2. Meilleure différence de buts,
3. Plus grand nombre de buts marqués,
4. Plus grand nombre de points marqués entre les équipes concernées,
5. Plus grand nombre de buts marqués de plein jeu.

## Tirage au sort
Le tirage au sort a lieu le 12 juin 2025. La composition des chapeaux est annoncée le 4 juin 2025.
| Équipe     | Rang |
| ---------- | ---- |
| Pays-Bas T | 1    |
| Argentine  | 2    |
| Allemagne  | 3    |
| Angleterre | 4    |
| Australie  | 5    |
| États-Unis | 6    |

| Équipe         | Rang |
| -------------- | ---- |
| Belgique       | 7    |
| Inde           | 8    |
| Espagne        | 9    |
| Corée du Sud   | 10   |
| Afrique du Sud | 11   |
| Japon          | 12   |

| Équipe           | Rang |
| ---------------- | ---- |
| Nouvelle-Zélande | 13   |
| Chili PO         | 14   |
| Irlande          | 15   |
| Chine            | 16   |
| Zimbabwe         | 17   |
| Canada           | 18   |

| Équipe         | Rang |
| -------------- | ---- |
| Autriche       | 19   |
| Pays de Galles | 20   |
| Malaisie       | 21   |
| Uruguay        | 22   |
| Écosse         | 23   |
| Namibie        | 41   |

## Déroulement de la phase finale

### Premier tour
Les 24 équipes sont réparties dans 6 groupes de 4 équipes au premier tour. Le format est celui d'un tournoi toutes rondes simple : chaque équipe joue un match contre les 3 autres équipes du même groupe.
À la fin du premier tour, le premier de chaque groupe et les deux meilleurs deuxièmes se qualifient pour les quarts de finale, les quatre moins bon deuxièmes et les quatre meilleurs troisièmes se qualifient pour les matchs de classement entre les neuvième et seizième places, et les deux moins bons troisièmes et le dernier de chaque groupe se qualifient pour les matchs de classement entre les dix-septième et vingt-quatrième places.
Légende :
- Quarts de finale
- Classement des deuxièmes et troisièmes de groupe
- Matchs de classement pour la 17e place

#### Groupe A
| Rang | Équipe     | Pts | J | G | N | P | Bp | Bc | Diff |
| ---- | ---------- | --- | - | - | - | - | -- | -- | ---- |
| 1    | Pays-Bas T | 0   | 0 | 0 | 0 | 0 | 0  | 0  | 0    |
| 2    | Japon      | 0   | 0 | 0 | 0 | 0 | 0  | 0  | 0    |
| 3    | Chili PO   | 0   | 0 | 0 | 0 | 0 | 0  | 0  | 0    |
| 4    | Malaisie   | 0   | 0 | 0 | 0 | 0 | 0  | 0  | 0    |

| Match 4                 | Japon   | -   | Malaisie |                             |                             |
| 1er décembre 2025 15h45 |         | (-) |          | Arbitrage : Arbitre vidéo : | Arbitrage : Arbitre vidéo : |
| 1er décembre 2025 15h45 | Rapport |     |          | Arbitrage : Arbitre vidéo : | Arbitrage : Arbitre vidéo : |

| Match 6                 | Chili   | -   | Pays-Bas |                             |                             |
| 1er décembre 2025 20h15 |         | (-) |          | Arbitrage : Arbitre vidéo : | Arbitrage : Arbitre vidéo : |
| 1er décembre 2025 20h15 | Rapport |     |          | Arbitrage : Arbitre vidéo : | Arbitrage : Arbitre vidéo : |

| Match 17              | Japon   | -   | Pays-Bas |                             |                             |
| 3 décembre 2025 18h00 |         | (-) |          | Arbitrage : Arbitre vidéo : | Arbitrage : Arbitre vidéo : |
| 3 décembre 2025 18h00 | Rapport |     |          | Arbitrage : Arbitre vidéo : | Arbitrage : Arbitre vidéo : |

| Match 18              | Chili   | -   | Malaisie |                             |                             |
| 3 décembre 2025 20h15 |         | (-) |          | Arbitrage : Arbitre vidéo : | Arbitrage : Arbitre vidéo : |
| 3 décembre 2025 20h15 | Rapport |     |          | Arbitrage : Arbitre vidéo : | Arbitrage : Arbitre vidéo : |

| Match 28              | Pays-Bas | -   | Malaisie |                             |                             |
| 5 décembre 2025 15h45 |          | (-) |          | Arbitrage : Arbitre vidéo : | Arbitrage : Arbitre vidéo : |
| 5 décembre 2025 15h45 | Rapport  |     |          | Arbitrage : Arbitre vidéo : | Arbitrage : Arbitre vidéo : |

| Match 30              | Chili   | -   | Japon |                             |                             |
| 5 décembre 2025 20h15 |         | (-) |       | Arbitrage : Arbitre vidéo : | Arbitrage : Arbitre vidéo : |
| 5 décembre 2025 20h15 | Rapport |     |       | Arbitrage : Arbitre vidéo : | Arbitrage : Arbitre vidéo : |

#### Groupe B
| Rang | Équipe         | Pts | J | G | N | P | Bp | Bc | Diff |
| ---- | -------------- | --- | - | - | - | - | -- | -- | ---- |
| 1    | Argentine      | 0   | 0 | 0 | 0 | 0 | 0  | 0  | 0    |
| 2    | Belgique       | 0   | 0 | 0 | 0 | 0 | 0  | 0  | 0    |
| 3    | Zimbabwe       | 0   | 0 | 0 | 0 | 0 | 0  | 0  | 0    |
| 4    | Pays de Galles | 0   | 0 | 0 | 0 | 0 | 0  | 0  | 0    |

| Match 10              | Belgique | -   | Pays de Galles |                             |                             |
| 2 décembre 2025 15h45 |          | (-) |                | Arbitrage : Arbitre vidéo : | Arbitrage : Arbitre vidéo : |
| 2 décembre 2025 15h45 | Rapport  |     |                | Arbitrage : Arbitre vidéo : | Arbitrage : Arbitre vidéo : |

| Match 12              | Argentine | -   | Zimbabwe |                             |                             |
| 2 décembre 2025 20h15 |           | (-) |          | Arbitrage : Arbitre vidéo : | Arbitrage : Arbitre vidéo : |
| 2 décembre 2025 20h15 | Rapport   |     |          | Arbitrage : Arbitre vidéo : | Arbitrage : Arbitre vidéo : |

| Match 22              | Zimbabwe | -   | Pays de Galles |                             |                             |
| 4 décembre 2025 15h45 |          | (-) |                | Arbitrage : Arbitre vidéo : | Arbitrage : Arbitre vidéo : |
| 4 décembre 2025 15h45 | Rapport  |     |                | Arbitrage : Arbitre vidéo : | Arbitrage : Arbitre vidéo : |

| Match 24              | Belgique | -   | Argentine |                             |                             |
| 4 décembre 2025 20h15 |          | (-) |           | Arbitrage : Arbitre vidéo : | Arbitrage : Arbitre vidéo : |
| 4 décembre 2025 20h15 | Rapport  |     |           | Arbitrage : Arbitre vidéo : | Arbitrage : Arbitre vidéo : |

| Match 34              | Zimbabwe | -   | Belgique |                             |                             |
| 6 décembre 2025 15h45 |          | (-) |          | Arbitrage : Arbitre vidéo : | Arbitrage : Arbitre vidéo : |
| 6 décembre 2025 15h45 | Rapport  |     |          | Arbitrage : Arbitre vidéo : | Arbitrage : Arbitre vidéo : |

| Match 36              | Argentine | -   | Pays de Galles |                             |                             |
| 6 décembre 2025 20h15 |           | (-) |                | Arbitrage : Arbitre vidéo : | Arbitrage : Arbitre vidéo : |
| 6 décembre 2025 20h15 | Rapport   |     |                | Arbitrage : Arbitre vidéo : | Arbitrage : Arbitre vidéo : |

#### Groupe C
| Rang | Équipe    | Pts | J | G | N | P | Bp | Bc | Diff |
| ---- | --------- | --- | - | - | - | - | -- | -- | ---- |
| 1    | Allemagne | 0   | 0 | 0 | 0 | 0 | 0  | 0  | 0    |
| 2    | Inde      | 0   | 0 | 0 | 0 | 0 | 0  | 0  | 0    |
| 3    | Irlande   | 0   | 0 | 0 | 0 | 0 | 0  | 0  | 0    |
| 4    | Namibie   | 0   | 0 | 0 | 0 | 0 | 0  | 0  | 0    |

| Match 1                 | Allemagne | -   | Irlande |                             |                             |
| 1er décembre 2025 09h00 |           | (-) |         | Arbitrage : Arbitre vidéo : | Arbitrage : Arbitre vidéo : |
| 1er décembre 2025 09h00 | Rapport   |     |         | Arbitrage : Arbitre vidéo : | Arbitrage : Arbitre vidéo : |

| Match 2                 | Inde    | -   | Namibie |                             |                             |
| 1er décembre 2025 11h15 |         | (-) |         | Arbitrage : Arbitre vidéo : | Arbitrage : Arbitre vidéo : |
| 1er décembre 2025 11h15 | Rapport |     |         | Arbitrage : Arbitre vidéo : | Arbitrage : Arbitre vidéo : |

| Match 13              | Irlande | -   | Namibie |                             |                             |
| 3 décembre 2025 09h00 |         | (-) |         | Arbitrage : Arbitre vidéo : | Arbitrage : Arbitre vidéo : |
| 3 décembre 2025 09h00 | Rapport |     |         | Arbitrage : Arbitre vidéo : | Arbitrage : Arbitre vidéo : |

| Match 14              | Inde    | -   | Allemagne |                             |                             |
| 3 décembre 2025 11h15 |         | (-) |           | Arbitrage : Arbitre vidéo : | Arbitrage : Arbitre vidéo : |
| 3 décembre 2025 11h15 | Rapport |     |           | Arbitrage : Arbitre vidéo : | Arbitrage : Arbitre vidéo : |

| Match 25              | Irlande | -   | Inde |                             |                             |
| 5 décembre 2025 09h00 |         | (-) |      | Arbitrage : Arbitre vidéo : | Arbitrage : Arbitre vidéo : |
| 5 décembre 2025 09h00 | Rapport |     |      | Arbitrage : Arbitre vidéo : | Arbitrage : Arbitre vidéo : |

| Match 26              | Allemagne | -   | Namibie |                             |                             |
| 5 décembre 2025 11h15 |           | (-) |         | Arbitrage : Arbitre vidéo : | Arbitrage : Arbitre vidéo : |
| 5 décembre 2025 11h15 | Rapport   |     |         | Arbitrage : Arbitre vidéo : | Arbitrage : Arbitre vidéo : |

#### Groupe D
| Rang | Équipe         | Pts | J | G | N | P | Bp | Bc | Diff |
| ---- | -------------- | --- | - | - | - | - | -- | -- | ---- |
| 1    | Angleterre     | 0   | 0 | 0 | 0 | 0 | 0  | 0  | 0    |
| 2    | Afrique du Sud | 0   | 0 | 0 | 0 | 0 | 0  | 0  | 0    |
| 3    | Chine          | 0   | 0 | 0 | 0 | 0 | 0  | 0  | 0    |
| 4    | Autriche       | 0   | 0 | 0 | 0 | 0 | 0  | 0  | 0    |

| Match 7               | Afrique du Sud | -   | Autriche |                             |                             |
| 2 décembre 2025 09h00 |                | (-) |          | Arbitrage : Arbitre vidéo : | Arbitrage : Arbitre vidéo : |
| 2 décembre 2025 09h00 | Rapport        |     |          | Arbitrage : Arbitre vidéo : | Arbitrage : Arbitre vidéo : |

| Match 8               | Angleterre | -   | Chine |                             |                             |
| 2 décembre 2025 11h15 |            | (-) |       | Arbitrage : Arbitre vidéo : | Arbitrage : Arbitre vidéo : |
| 2 décembre 2025 11h15 | Rapport    |     |       | Arbitrage : Arbitre vidéo : | Arbitrage : Arbitre vidéo : |

| Match 19              | Afrique du Sud | -   | Angleterre |                             |                             |
| 4 décembre 2025 09h00 |                | (-) |            | Arbitrage : Arbitre vidéo : | Arbitrage : Arbitre vidéo : |
| 4 décembre 2025 09h00 | Rapport        |     |            | Arbitrage : Arbitre vidéo : | Arbitrage : Arbitre vidéo : |

| Match 20              | Chine   | -   | Autriche |                             |                             |
| 4 décembre 2025 11h15 |         | (-) |          | Arbitrage : Arbitre vidéo : | Arbitrage : Arbitre vidéo : |
| 4 décembre 2025 11h15 | Rapport |     |          | Arbitrage : Arbitre vidéo : | Arbitrage : Arbitre vidéo : |

| Match 31              | Chine   | -   | Afrique du Sud |                             |                             |
| 6 décembre 2025 09h00 |         | (-) |                | Arbitrage : Arbitre vidéo : | Arbitrage : Arbitre vidéo : |
| 6 décembre 2025 09h00 | Rapport |     |                | Arbitrage : Arbitre vidéo : | Arbitrage : Arbitre vidéo : |

| Match 32              | Angleterre | -   | Autriche |                             |                             |
| 6 décembre 2025 11h15 |            | (-) |          | Arbitrage : Arbitre vidéo : | Arbitrage : Arbitre vidéo : |
| 6 décembre 2025 11h15 | Rapport    |     |          | Arbitrage : Arbitre vidéo : | Arbitrage : Arbitre vidéo : |

#### Groupe E
| Rang | Équipe    | Pts | J | G | N | P | Bp | Bc | Diff |
| ---- | --------- | --- | - | - | - | - | -- | -- | ---- |
| 1    | Australie | 0   | 0 | 0 | 0 | 0 | 0  | 0  | 0    |
| 2    | Espagne   | 0   | 0 | 0 | 0 | 0 | 0  | 0  | 0    |
| 3    | Canada    | 0   | 0 | 0 | 0 | 0 | 0  | 0  | 0    |
| 4    | Écosse    | 0   | 0 | 0 | 0 | 0 | 0  | 0  | 0    |

| Match 9               | Australie | -   | Canada |                             |                             |
| 2 décembre 2025 13h30 |           | (-) |        | Arbitrage : Arbitre vidéo : | Arbitrage : Arbitre vidéo : |
| 2 décembre 2025 13h30 | Rapport   |     |        | Arbitrage : Arbitre vidéo : | Arbitrage : Arbitre vidéo : |

| Match 11              | Espagne | -   | Écosse |                             |                             |
| 2 décembre 2025 18h00 |         | (-) |        | Arbitrage : Arbitre vidéo : | Arbitrage : Arbitre vidéo : |
| 2 décembre 2025 18h00 | Rapport |     |        | Arbitrage : Arbitre vidéo : | Arbitrage : Arbitre vidéo : |

| Match 21              | Canada  | -   | Écosse |                             |                             |
| 4 décembre 2025 13h30 |         | (-) |        | Arbitrage : Arbitre vidéo : | Arbitrage : Arbitre vidéo : |
| 4 décembre 2025 13h30 | Rapport |     |        | Arbitrage : Arbitre vidéo : | Arbitrage : Arbitre vidéo : |

| Match 23              | Espagne | -   | Australie |                             |                             |
| 4 décembre 2025 18h00 |         | (-) |           | Arbitrage : Arbitre vidéo : | Arbitrage : Arbitre vidéo : |
| 4 décembre 2025 18h00 | Rapport |     |           | Arbitrage : Arbitre vidéo : | Arbitrage : Arbitre vidéo : |

| Match 33              | Australie | -   | Écosse |                             |                             |
| 6 décembre 2025 13h30 |           | (-) |        | Arbitrage : Arbitre vidéo : | Arbitrage : Arbitre vidéo : |
| 6 décembre 2025 13h30 | Rapport   |     |        | Arbitrage : Arbitre vidéo : | Arbitrage : Arbitre vidéo : |

| Match 35              | Canada  | -   | Espagne |                             |                             |
| 6 décembre 2025 18h00 |         | (-) |         | Arbitrage : Arbitre vidéo : | Arbitrage : Arbitre vidéo : |
| 6 décembre 2025 18h00 | Rapport |     |         | Arbitrage : Arbitre vidéo : | Arbitrage : Arbitre vidéo : |

#### Groupe F
| Rang | Équipe           | Pts | J | G | N | P | Bp | Bc | Diff |
| ---- | ---------------- | --- | - | - | - | - | -- | -- | ---- |
| 1    | États-Unis       | 0   | 0 | 0 | 0 | 0 | 0  | 0  | 0    |
| 2    | Corée du Sud     | 0   | 0 | 0 | 0 | 0 | 0  | 0  | 0    |
| 3    | Nouvelle-Zélande | 0   | 0 | 0 | 0 | 0 | 0  | 0  | 0    |
| 4    | Uruguay          | 0   | 0 | 0 | 0 | 0 | 0  | 0  | 0    |

| Match 3                 | Corée du Sud | -   | Uruguay |                             |                             |
| 1er décembre 2025 13h30 |              | (-) |         | Arbitrage : Arbitre vidéo : | Arbitrage : Arbitre vidéo : |
| 1er décembre 2025 13h30 | Rapport      |     |         | Arbitrage : Arbitre vidéo : | Arbitrage : Arbitre vidéo : |

| Match 5                 | États-Unis | -   | Nouvelle-Zélande |                             |                             |
| 1er décembre 2025 18h00 |            | (-) |                  | Arbitrage : Arbitre vidéo : | Arbitrage : Arbitre vidéo : |
| 1er décembre 2025 18h00 | Rapport    |     |                  | Arbitrage : Arbitre vidéo : | Arbitrage : Arbitre vidéo : |

| Match 15              | Nouvelle-Zélande | -   | Uruguay |                             |                             |
| 3 décembre 2025 13h30 |                  | (-) |         | Arbitrage : Arbitre vidéo : | Arbitrage : Arbitre vidéo : |
| 3 décembre 2025 13h30 | Rapport          |     |         | Arbitrage : Arbitre vidéo : | Arbitrage : Arbitre vidéo : |

| Match 16              | Corée du Sud | -   | États-Unis |                             |                             |
| 3 décembre 2025 15h45 |              | (-) |            | Arbitrage : Arbitre vidéo : | Arbitrage : Arbitre vidéo : |
| 3 décembre 2025 15h45 | Rapport      |     |            | Arbitrage : Arbitre vidéo : | Arbitrage : Arbitre vidéo : |

| Match 27              | Nouvelle-Zélande | -   | Corée du Sud |                             |                             |
| 5 décembre 2025 13h30 |                  | (-) |              | Arbitrage : Arbitre vidéo : | Arbitrage : Arbitre vidéo : |
| 5 décembre 2025 13h30 | Rapport          |     |              | Arbitrage : Arbitre vidéo : | Arbitrage : Arbitre vidéo : |

| Match 29              | États-Unis | -   | Uruguay |                             |                             |
| 5 décembre 2025 18h00 |            | (-) |         | Arbitrage : Arbitre vidéo : | Arbitrage : Arbitre vidéo : |
| 5 décembre 2025 18h00 | Rapport    |     |         | Arbitrage : Arbitre vidéo : | Arbitrage : Arbitre vidéo : |

### Meilleurs deuxièmes
Deux équipes classées deuxièmes de leur groupe sont repêchées pour compléter le tableau des quarts de finale tandis que les quatre moins bon deuxièmes complètent le tableau de classement pour la 9e place. Pour départager les six équipes classées deuxièmes de leur groupe, un classement est effectué en comparant les résultats dans leur groupe respectif de chacune des équipes:
| Rang | Équipe      | Pts | J | G | N | P | Bp | Bc | Diff |
| ---- | ----------- | --- | - | - | - | - | -- | -- | ---- |
| 1    | A2 (Grp. A) | 0   | 0 | 0 | 0 | 0 | 0  | 0  | 0    |
| 2    | B2 (Grp. B) | 0   | 0 | 0 | 0 | 0 | 0  | 0  | 0    |
| 3    | C2 (Grp. C) | 0   | 0 | 0 | 0 | 0 | 0  | 0  | 0    |
| 4    | D2 (Grp. D) | 0   | 0 | 0 | 0 | 0 | 0  | 0  | 0    |
| 5    | E2 (Grp. E) | 0   | 0 | 0 | 0 | 0 | 0  | 0  | 0    |
| 6    | F2 (Grp. F) | 0   | 0 | 0 | 0 | 0 | 0  | 0  | 0    |

### Meilleurs troisièmes
Quatre équipes classées troisièmes de leur groupe sont repêchées pour compléter le tableau de classement pour la 9e tandis que les deux moins bon troisièmes complètent le tableau de classement pour la 17e place. Pour départager les six équipes classées troisièmes de leur groupe, un classement est effectué en comparant les résultats dans leur groupe respectif de chacune des équipes:
| Rang | Équipe      | Pts | J | G | N | P | Bp | Bc | Diff |
| ---- | ----------- | --- | - | - | - | - | -- | -- | ---- |
| 1    | A3 (Grp. A) | 0   | 0 | 0 | 0 | 0 | 0  | 0  | 0    |
| 2    | B3 (Grp. B) | 0   | 0 | 0 | 0 | 0 | 0  | 0  | 0    |
| 3    | C3 (Grp. C) | 0   | 0 | 0 | 0 | 0 | 0  | 0  | 0    |
| 4    | D3 (Grp. D) | 0   | 0 | 0 | 0 | 0 | 0  | 0  | 0    |
| 5    | E3 (Grp. E) | 0   | 0 | 0 | 0 | 0 | 0  | 0  | 0    |
| 6    | F3 (Grp. F) | 0   | 0 | 0 | 0 | 0 | 0  | 0  | 0    |

### Phase de classement

#### Tableau de classement pour la17eplace
|  | Quarts de finale pour la 17e place | Quarts de finale pour la 17e place | Quarts de finale pour la 17e place | Quarts de finale pour la 17e place |  |  | Demi-finales pour la 17e place | Demi-finales pour la 17e place | Demi-finales pour la 17e place | Demi-finales pour la 17e place |                  |                  | Match pour la 17e place | Match pour la 17e place | Match pour la 17e place | Match pour la 17e place |
|  |                                    |                                    |                                    |                                    |  |  |                                |                                |                                |                                |                  |                  |                         |                         |                         |                         |
|  | 8 décembre 2025                    | 8 décembre 2025                    | 8 décembre 2025                    | 8 décembre 2025                    |  |  | 11 décembre 2025               | 11 décembre 2025               | 11 décembre 2025               | 11 décembre 2025               |                  |                  | 13 décembre 2025        | 13 décembre 2025        | 13 décembre 2025        | 13 décembre 2025        |
|  | 8 décembre 2025                    | 8 décembre 2025                    | 8 décembre 2025                    | 8 décembre 2025                    |  |  | 11 décembre 2025               | 11 décembre 2025               | 11 décembre 2025               | 11 décembre 2025               |                  |                  | 13 décembre 2025        | 13 décembre 2025        | 13 décembre 2025        | 13 décembre 2025        |
|  | ?3                                 | 5e meilleur 3e de groupe           |                                    |                                    |  |  | 11 décembre 2025               | 11 décembre 2025               | 11 décembre 2025               | 11 décembre 2025               |                  |                  | 13 décembre 2025        | 13 décembre 2025        | 13 décembre 2025        | 13 décembre 2025        |
|  | ?3                                 | 5e meilleur 3e de groupe           |                                    |                                    |  |  | 11 décembre 2025               | 11 décembre 2025               | 11 décembre 2025               | 11 décembre 2025               |                  |                  | 13 décembre 2025        | 13 décembre 2025        | 13 décembre 2025        | 13 décembre 2025        |
|  | ?4                                 | 6e meilleur 4e de groupe           |                                    |                                    |  |  | 11 décembre 2025               | 11 décembre 2025               | 11 décembre 2025               | 11 décembre 2025               |                  |                  | 13 décembre 2025        | 13 décembre 2025        | 13 décembre 2025        | 13 décembre 2025        |
|  | ?4                                 | 6e meilleur 4e de groupe           | -                                  | Vainqueur match 37                 |  |  |                                |                                |                                |                                |                  |                  | 13 décembre 2025        | 13 décembre 2025        | 13 décembre 2025        | 13 décembre 2025        |
|  | 7 décembre 2025                    |                                    | -                                  | Vainqueur match 37                 |  |  |                                |                                |                                |                                |                  |                  | 13 décembre 2025        | 13 décembre 2025        | 13 décembre 2025        | 13 décembre 2025        |
|  |                                    |                                    | -                                  | Vainqueur match 44                 |  |  |                                |                                |                                |                                |                  |                  | 13 décembre 2025        | 13 décembre 2025        | 13 décembre 2025        | 13 décembre 2025        |
|  | ?4                                 | 2e meilleur 4e de groupe           | -                                  | Vainqueur match 44                 |  |  |                                |                                |                                |                                |                  |                  | 13 décembre 2025        | 13 décembre 2025        | 13 décembre 2025        | 13 décembre 2025        |
|  | ?4                                 | 2e meilleur 4e de groupe           | 11 décembre 2025                   |                                    |  |  |                                |                                |                                |                                |                  |                  | 13 décembre 2025        | 13 décembre 2025        | 13 décembre 2025        | 13 décembre 2025        |
|  | ?4                                 | 3e meilleur 4e de groupe           |                                    |                                    |  |  |                                |                                |                                |                                |                  |                  | 13 décembre 2025        | 13 décembre 2025        | 13 décembre 2025        | 13 décembre 2025        |
|  | ?4                                 | 3e meilleur 4e de groupe           | -                                  | Vainqueur match 51                 |  |  |                                |                                |                                |                                |                  |                  |                         |                         |                         |                         |
|  | 8 décembre 2025                    |                                    | -                                  | Vainqueur match 51                 |  |  |                                |                                |                                |                                |                  |                  |                         |                         |                         |                         |
|  |                                    |                                    | -                                  | Vainqueur match 52                 |  |  |                                |                                |                                |                                |                  |                  |                         |                         |                         |                         |
|  | ?3                                 | 6e meilleur 3e de groupe           | -                                  | Vainqueur match 52                 |  |  |                                |                                |                                |                                |                  |                  |                         |                         |                         |                         |
|  | ?3                                 | 6e meilleur 3e de groupe           |                                    |                                    |  |  |                                |                                |                                |                                |                  |                  |                         |                         |                         |                         |
|  | ?4                                 | 5e meilleur 4e de groupe           |                                    |                                    |  |  |                                |                                |                                |                                |                  |                  |                         |                         |                         |                         |
|  | ?4                                 | 5e meilleur 4e de groupe           | -                                  | Vainqueur match 38                 |  |  | Match pour la 19e place        | Match pour la 19e place        | Match pour la 19e place        | Match pour la 19e place        |                  |                  |                         |                         |                         |                         |
|  | 7 décembre 2025                    |                                    | -                                  | Vainqueur match 38                 |  |  | Match pour la 19e place        | Match pour la 19e place        | Match pour la 19e place        | Match pour la 19e place        |                  |                  |                         |                         |                         |                         |
|  |                                    |                                    | -                                  | Vainqueur match 43                 |  |  |                                |                                | 13 décembre 2025               | 13 décembre 2025               | 13 décembre 2025 | 13 décembre 2025 |                         |                         |                         |                         |
|  | ?4                                 | 1er meilleur 4e de groupe          | -                                  | Vainqueur match 43                 |  |  |                                |                                | 13 décembre 2025               | 13 décembre 2025               | 13 décembre 2025 | 13 décembre 2025 |                         |                         |                         |                         |
|  | ?4                                 | 1er meilleur 4e de groupe          |                                    |                                    |  |  |                                |                                |                                | -                              | Perdant match 51 |                  |                         |                         |                         |                         |
|  | ?4                                 | 4e meilleur 4e de groupe           |                                    |                                    |  |  |                                |                                |                                | -                              | Perdant match 51 |                  |                         |                         |                         |                         |
|  | ?4                                 | 4e meilleur 4e de groupe           | -                                  | Perdant match 52                   |  |  |                                |                                |                                |                                |                  |                  |                         |                         |                         |                         |
|  |                                    |                                    |                                    |                                    |  |  |                                |                                |                                |                                |                  |                  |                         |                         |                         |                         |

#### Tableau de classement pour la21eplace
|  | Demi-finales pour la 21e place | Demi-finales pour la 21e place | Demi-finales pour la 21e place | Demi-finales pour la 21e place |  |  | Match pour la 21e place | Match pour la 21e place | Match pour la 21e place | Match pour la 21e place |
|  |                                |                                |                                |                                |  |  |                         |                         |                         |                         |
|  | 10 décembre 2025               | 10 décembre 2025               | 10 décembre 2025               | 10 décembre 2025               |  |  | 12 décembre 2025        | 12 décembre 2025        | 12 décembre 2025        | 12 décembre 2025        |
|  | -                              | Perdant match 37               |                                |                                |  |  | 12 décembre 2025        | 12 décembre 2025        | 12 décembre 2025        | 12 décembre 2025        |
|  | -                              | Perdant match 37               |                                |                                |  |  | 12 décembre 2025        | 12 décembre 2025        | 12 décembre 2025        | 12 décembre 2025        |
|  | -                              | Perdant match 44               |                                |                                |  |  | 12 décembre 2025        | 12 décembre 2025        | 12 décembre 2025        | 12 décembre 2025        |
|  | -                              | Perdant match 44               | -                              | Vainqueur match 49             |  |  |                         |                         |                         |                         |
|  | 10 décembre 2025               |                                | -                              | Vainqueur match 49             |  |  |                         |                         |                         |                         |
|  |                                |                                | -                              | Vainqueur match 50             |  |  |                         |                         |                         |                         |
|  | -                              | Perdant match 38               | -                              | Vainqueur match 50             |  |  |                         |                         |                         |                         |
|  | -                              | Perdant match 38               |                                |                                |  |  |                         |                         |                         |                         |
|  | -                              | Perdant match 43               |                                |                                |  |  |                         |                         |                         |                         |
|  | -                              | Perdant match 43               | Match pour la 23e place        |                                |  |  |                         |                         |                         |                         |
|  |                                |                                |                                |                                |  |  |                         |                         |                         |                         |
|  | 12 décembre 2025               |                                |                                |                                |  |  |                         |                         |                         |                         |
|  | -                              | Perdant match 49               |                                |                                |  |  |                         |                         |                         |                         |
|  | -                              | Perdant match 49               |                                |                                |  |  |                         |                         |                         |                         |
|  | -                              | Perdant match 50               |                                |                                |  |  |                         |                         |                         |                         |
|  | -                              | Perdant match 50               |                                |                                |  |  |                         |                         |                         |                         |

#### Quarts de finale pour la17eplace
| Match 37              | 1er meilleur 4e de groupe | -   | 4e meilleur 4e de groupe |                             |                             |
| 7 décembre 2025 09h00 |                           | (-) |                          | Arbitrage : Arbitre vidéo : | Arbitrage : Arbitre vidéo : |

| Match 38              | 2e meilleur 4e de groupe | -   | 3e meilleur 4e de groupe |                             |                             |
| 7 décembre 2025 11h15 |                          | (-) |                          | Arbitrage : Arbitre vidéo : | Arbitrage : Arbitre vidéo : |

| Match 43              | 5e meilleur 3e de groupe | -   | 6e meilleur 4e de groupe |                             |                             |
| 8 décembre 2025 09h00 |                          | (-) |                          | Arbitrage : Arbitre vidéo : | Arbitrage : Arbitre vidéo : |

| Match 44              | 6e meilleur 3e de groupe | -   | 5e meilleur 4e de groupe |                             |                             |
| 8 décembre 2025 11h15 |                          | (-) |                          | Arbitrage : Arbitre vidéo : | Arbitrage : Arbitre vidéo : |

#### Demi-finales pour la21eplace
| Match 49               | Perdant match 37 | -   | Perdant match 44 |                             |                             |
| 10 décembre 2025 09h00 |                  | (-) |                  | Arbitrage : Arbitre vidéo : | Arbitrage : Arbitre vidéo : |

| Match 50               | Perdant match 38 | -   | Perdant match 43 |                             |                             |
| 10 décembre 2025 11h15 |                  | (-) |                  | Arbitrage : Arbitre vidéo : | Arbitrage : Arbitre vidéo : |

#### Demi-finales pour la17eplace
| Match 55               | Vainqueur match 37 | -   | Vainqueur match 44 |                             |                             |
| 11 décembre 2025 09h00 |                    | (-) |                    | Arbitrage : Arbitre vidéo : | Arbitrage : Arbitre vidéo : |

| Match 55               | Vainqueur match 38 | -   | Vainqueur match 43 |                             |                             |
| 11 décembre 2025 11h15 |                    | (-) |                    | Arbitrage : Arbitre vidéo : | Arbitrage : Arbitre vidéo : |

#### Match pour la23eplace
| Match 61               | Perdant match 49 | -   | Perdant match 50 |                             |                             |
| 12 décembre 2025 09h00 |                  | (-) |                  | Arbitrage : Arbitre vidéo : | Arbitrage : Arbitre vidéo : |

#### Match pour la21eplace
| Match 62               | Vainqueur match 49 | -   | Vainqueur match 50 |                             |                             |
| 12 décembre 2025 11h15 |                    | (-) |                    | Arbitrage : Arbitre vidéo : | Arbitrage : Arbitre vidéo : |

#### Match pour la19eplace
| Match 67               | Perdant match 55 | -   | Perdant match 56 |                             |                             |
| 13 décembre 2025 09h00 |                  | (-) |                  | Arbitrage : Arbitre vidéo : | Arbitrage : Arbitre vidéo : |

#### Match pour la17eplace
| Match 68               | Vainqueur match 55 | -   | Vainqueur match 56 |                             |                             |
| 13 décembre 2025 11h15 |                    | (-) |                    | Arbitrage : Arbitre vidéo : | Arbitrage : Arbitre vidéo : |

#### Tableau de classement pour la9eplace
|  | Quarts de finale pour la 9e place | Quarts de finale pour la 9e place | Quarts de finale pour la 9e place | Quarts de finale pour la 9e place |  |  | Demi-finales pour la 9e place | Demi-finales pour la 9e place | Demi-finales pour la 9e place | Demi-finales pour la 9e place |                  |                  | Match pour la 9e place | Match pour la 9e place | Match pour la 9e place | Match pour la 9e place |
|  |                                   |                                   |                                   |                                   |  |  |                               |                               |                               |                               |                  |                  |                        |                        |                        |                        |
|  | 7 décembre 2025                   | 7 décembre 2025                   | 7 décembre 2025                   | 7 décembre 2025                   |  |  | 10 décembre 2025              | 10 décembre 2025              | 10 décembre 2025              | 10 décembre 2025              |                  |                  | 12 décembre 2025       | 12 décembre 2025       | 12 décembre 2025       | 12 décembre 2025       |
|  | 7 décembre 2025                   | 7 décembre 2025                   | 7 décembre 2025                   | 7 décembre 2025                   |  |  | 10 décembre 2025              | 10 décembre 2025              | 10 décembre 2025              | 10 décembre 2025              |                  |                  | 12 décembre 2025       | 12 décembre 2025       | 12 décembre 2025       | 12 décembre 2025       |
|  | ?2                                | 3e meilleur 2e de groupe          |                                   |                                   |  |  | 10 décembre 2025              | 10 décembre 2025              | 10 décembre 2025              | 10 décembre 2025              |                  |                  | 12 décembre 2025       | 12 décembre 2025       | 12 décembre 2025       | 12 décembre 2025       |
|  | ?2                                | 3e meilleur 2e de groupe          |                                   |                                   |  |  | 10 décembre 2025              | 10 décembre 2025              | 10 décembre 2025              | 10 décembre 2025              |                  |                  | 12 décembre 2025       | 12 décembre 2025       | 12 décembre 2025       | 12 décembre 2025       |
|  | ?3                                | 4e meilleur 3e de groupe          |                                   |                                   |  |  | 10 décembre 2025              | 10 décembre 2025              | 10 décembre 2025              | 10 décembre 2025              |                  |                  | 12 décembre 2025       | 12 décembre 2025       | 12 décembre 2025       | 12 décembre 2025       |
|  | ?3                                | 4e meilleur 3e de groupe          | -                                 | Vainqueur match 39                |  |  |                               |                               |                               |                               |                  |                  | 12 décembre 2025       | 12 décembre 2025       | 12 décembre 2025       | 12 décembre 2025       |
|  | 7 décembre 2025                   |                                   | -                                 | Vainqueur match 39                |  |  |                               |                               |                               |                               |                  |                  | 12 décembre 2025       | 12 décembre 2025       | 12 décembre 2025       | 12 décembre 2025       |
|  |                                   |                                   | -                                 | Vainqueur match 42                |  |  |                               |                               |                               |                               |                  |                  | 12 décembre 2025       | 12 décembre 2025       | 12 décembre 2025       | 12 décembre 2025       |
|  | ?2                                | 6e meilleur 4e de groupe          | -                                 | Vainqueur match 42                |  |  |                               |                               |                               |                               |                  |                  | 12 décembre 2025       | 12 décembre 2025       | 12 décembre 2025       | 12 décembre 2025       |
|  | ?2                                | 6e meilleur 4e de groupe          | 10 décembre 2025                  |                                   |  |  |                               |                               |                               |                               |                  |                  | 12 décembre 2025       | 12 décembre 2025       | 12 décembre 2025       | 12 décembre 2025       |
|  | ?3                                | 1er meilleur 4e de groupe         |                                   |                                   |  |  |                               |                               |                               |                               |                  |                  | 12 décembre 2025       | 12 décembre 2025       | 12 décembre 2025       | 12 décembre 2025       |
|  | ?3                                | 1er meilleur 4e de groupe         | -                                 | Vainqueur match 53                |  |  |                               |                               |                               |                               |                  |                  |                        |                        |                        |                        |
|  | 7 décembre 2025                   |                                   | -                                 | Vainqueur match 53                |  |  |                               |                               |                               |                               |                  |                  |                        |                        |                        |                        |
|  |                                   |                                   | -                                 | Vainqueur match 54                |  |  |                               |                               |                               |                               |                  |                  |                        |                        |                        |                        |
|  | ?2                                | 4e meilleur 3e de groupe          | -                                 | Vainqueur match 54                |  |  |                               |                               |                               |                               |                  |                  |                        |                        |                        |                        |
|  | ?2                                | 4e meilleur 3e de groupe          |                                   |                                   |  |  |                               |                               |                               |                               |                  |                  |                        |                        |                        |                        |
|  | ?3                                | 3e meilleur 4e de groupe          |                                   |                                   |  |  |                               |                               |                               |                               |                  |                  |                        |                        |                        |                        |
|  | ?3                                | 3e meilleur 4e de groupe          | -                                 | Vainqueur match 40                |  |  | Match pour la 11e place       | Match pour la 11e place       | Match pour la 11e place       | Match pour la 11e place       |                  |                  |                        |                        |                        |                        |
|  | 7 décembre 2025                   |                                   | -                                 | Vainqueur match 40                |  |  | Match pour la 11e place       | Match pour la 11e place       | Match pour la 11e place       | Match pour la 11e place       |                  |                  |                        |                        |                        |                        |
|  |                                   |                                   | -                                 | Vainqueur match 41                |  |  |                               |                               | 12 décembre 2025              | 12 décembre 2025              | 12 décembre 2025 | 12 décembre 2025 |                        |                        |                        |                        |
|  | ?2                                | 5e meilleur 4e de groupe          | -                                 | Vainqueur match 41                |  |  |                               |                               | 12 décembre 2025              | 12 décembre 2025              | 12 décembre 2025 | 12 décembre 2025 |                        |                        |                        |                        |
|  | ?2                                | 5e meilleur 4e de groupe          |                                   |                                   |  |  |                               |                               |                               | -                             | Perdant match 53 |                  |                        |                        |                        |                        |
|  | ?3                                | 2e meilleur 4e de groupe          |                                   |                                   |  |  |                               |                               |                               | -                             | Perdant match 53 |                  |                        |                        |                        |                        |
|  | ?3                                | 2e meilleur 4e de groupe          | -                                 | Perdant match 54                  |  |  |                               |                               |                               |                               |                  |                  |                        |                        |                        |                        |
|  |                                   |                                   |                                   |                                   |  |  |                               |                               |                               |                               |                  |                  |                        |                        |                        |                        |

#### Tableau de classement pour la13eplace
|  | Demi-finales pour la 13e place | Demi-finales pour la 13e place | Demi-finales pour la 13e place | Demi-finales pour la 13e place |  |  | Match pour la 13e place | Match pour la 13e place | Match pour la 13e place | Match pour la 13e place |
|  |                                |                                |                                |                                |  |  |                         |                         |                         |                         |
|  | 10 décembre 2025               | 10 décembre 2025               | 10 décembre 2025               | 10 décembre 2025               |  |  | 12 décembre 2025        | 12 décembre 2025        | 12 décembre 2025        | 12 décembre 2025        |
|  | -                              | Perdant match 39               |                                |                                |  |  | 12 décembre 2025        | 12 décembre 2025        | 12 décembre 2025        | 12 décembre 2025        |
|  | -                              | Perdant match 39               |                                |                                |  |  | 12 décembre 2025        | 12 décembre 2025        | 12 décembre 2025        | 12 décembre 2025        |
|  | -                              | Perdant match 42               |                                |                                |  |  | 12 décembre 2025        | 12 décembre 2025        | 12 décembre 2025        | 12 décembre 2025        |
|  | -                              | Perdant match 42               | -                              | Vainqueur match 51             |  |  |                         |                         |                         |                         |
|  | 10 décembre 2025               |                                | -                              | Vainqueur match 51             |  |  |                         |                         |                         |                         |
|  |                                |                                | -                              | Vainqueur match 52             |  |  |                         |                         |                         |                         |
|  | -                              | Perdant match 40               | -                              | Vainqueur match 52             |  |  |                         |                         |                         |                         |
|  | -                              | Perdant match 40               |                                |                                |  |  |                         |                         |                         |                         |
|  | -                              | Perdant match 41               |                                |                                |  |  |                         |                         |                         |                         |
|  | -                              | Perdant match 41               | Match pour la 15e place        |                                |  |  |                         |                         |                         |                         |
|  |                                |                                |                                |                                |  |  |                         |                         |                         |                         |
|  | 12 décembre 2025               |                                |                                |                                |  |  |                         |                         |                         |                         |
|  | -                              | Perdant match 51               |                                |                                |  |  |                         |                         |                         |                         |
|  | -                              | Perdant match 51               |                                |                                |  |  |                         |                         |                         |                         |
|  | -                              | Perdant match 52               |                                |                                |  |  |                         |                         |                         |                         |
|  | -                              | Perdant match 52               |                                |                                |  |  |                         |                         |                         |                         |

#### Quarts de finale pour la9eplace
| Match 39              | 3e meilleur 2e de groupe | -   | 4e meilleur 3e de groupe |                             |                             |
| 7 décembre 2025 13h30 |                          | (-) |                          | Arbitrage : Arbitre vidéo : | Arbitrage : Arbitre vidéo : |

| Match 40              | 4e meilleur 2e de groupe | -   | 3e meilleur 3e de groupe |                             |                             |
| 7 décembre 2025 15h45 |                          | (-) |                          | Arbitrage : Arbitre vidéo : | Arbitrage : Arbitre vidéo : |

| Match 41              | 5e meilleur 2e de groupe | -   | 2e meilleur 3e de groupe |                             |                             |
| 7 décembre 2025 18h00 |                          | (-) |                          | Arbitrage : Arbitre vidéo : | Arbitrage : Arbitre vidéo : |

| Match 42              | 6e meilleur 2e de groupe | -   | 1er meilleur 3e de groupe |                             |                             |
| 7 décembre 2025 20h15 |                          | (-) |                           | Arbitrage : Arbitre vidéo : | Arbitrage : Arbitre vidéo : |

#### Demi-finales pour la13eplace
| Match 51               | Perdant match 39 | -   | Perdant match 42 |                             |                             |
| 10 décembre 2025 13h30 |                  | (-) |                  | Arbitrage : Arbitre vidéo : | Arbitrage : Arbitre vidéo : |

| Match 52               | Perdant match 40 | -   | Perdant match 41 |                             |                             |
| 10 décembre 2025 15h45 |                  | (-) |                  | Arbitrage : Arbitre vidéo : | Arbitrage : Arbitre vidéo : |

#### Demi-finales pour la9eplace
| Match 53               | Vainqueur match 39 | -   | Vainqueur match 42 |                             |                             |
| 10 décembre 2025 18h00 |                    | (-) |                    | Arbitrage : Arbitre vidéo : | Arbitrage : Arbitre vidéo : |

| Match 54               | Vainqueur match 40 | -   | Vainqueur match 41 |                             |                             |
| 10 décembre 2025 20h15 |                    | (-) |                    | Arbitrage : Arbitre vidéo : | Arbitrage : Arbitre vidéo : |

#### Match pour la15eplace
| Match 63               | Perdant match 51 | -   | Perdant match 52 |                             |                             |
| 12 décembre 2025 13h30 |                  | (-) |                  | Arbitrage : Arbitre vidéo : | Arbitrage : Arbitre vidéo : |

#### Match pour la13eplace
| Match 64               | Vainqueur match 51 | -   | Vainqueur match 52 |                             |                             |
| 12 décembre 2025 15h45 |                    | (-) |                    | Arbitrage : Arbitre vidéo : | Arbitrage : Arbitre vidéo : |

#### Match pour la11eplace
| Match 65               | Perdant match 53 | -   | Perdant match 54 |                             |                             |
| 12 décembre 2025 18h00 |                  | (-) |                  | Arbitrage : Arbitre vidéo : | Arbitrage : Arbitre vidéo : |

#### Match pour la9eplace
| Match 66               | Vainqueur match 53 | -   | Vainqueur match 54 |                             |                             |
| 12 décembre 2025 20h15 |                    | (-) |                    | Arbitrage : Arbitre vidéo : | Arbitrage : Arbitre vidéo : |

### Phase finale

#### Tableau final
|  | Quarts de finale | Quarts de finale           | Quarts de finale | Quarts de finale   |  |  | Demi-finales                  | Demi-finales                  | Demi-finales                  | Demi-finales                  |                  |                  | Finale           | Finale           | Finale           | Finale           |
|  |                  |                            |                  |                    |  |  |                               |                               |                               |                               |                  |                  |                  |                  |                  |                  |
|  | 8 décembre 2025  | 8 décembre 2025            | 8 décembre 2025  | 8 décembre 2025    |  |  | 11 décembre 2025              | 11 décembre 2025              | 11 décembre 2025              | 11 décembre 2025              |                  |                  | 13 décembre 2025 | 13 décembre 2025 | 13 décembre 2025 | 13 décembre 2025 |
|  | 8 décembre 2025  | 8 décembre 2025            | 8 décembre 2025  | 8 décembre 2025    |  |  | 11 décembre 2025              | 11 décembre 2025              | 11 décembre 2025              | 11 décembre 2025              |                  |                  | 13 décembre 2025 | 13 décembre 2025 | 13 décembre 2025 | 13 décembre 2025 |
|  | ?1               | 1er meilleur 1er de groupe |                  |                    |  |  | 11 décembre 2025              | 11 décembre 2025              | 11 décembre 2025              | 11 décembre 2025              |                  |                  | 13 décembre 2025 | 13 décembre 2025 | 13 décembre 2025 | 13 décembre 2025 |
|  | ?1               | 1er meilleur 1er de groupe |                  |                    |  |  | 11 décembre 2025              | 11 décembre 2025              | 11 décembre 2025              | 11 décembre 2025              |                  |                  | 13 décembre 2025 | 13 décembre 2025 | 13 décembre 2025 | 13 décembre 2025 |
|  | ?2               | 2e meilleur 2e de groupe   |                  |                    |  |  | 11 décembre 2025              | 11 décembre 2025              | 11 décembre 2025              | 11 décembre 2025              |                  |                  | 13 décembre 2025 | 13 décembre 2025 | 13 décembre 2025 | 13 décembre 2025 |
|  | ?2               | 2e meilleur 2e de groupe   | -                | Vainqueur match 45 |  |  |                               |                               |                               |                               |                  |                  | 13 décembre 2025 | 13 décembre 2025 | 13 décembre 2025 | 13 décembre 2025 |
|  | 8 décembre 2025  |                            | -                | Vainqueur match 45 |  |  |                               |                               |                               |                               |                  |                  | 13 décembre 2025 | 13 décembre 2025 | 13 décembre 2025 | 13 décembre 2025 |
|  |                  |                            | -                | Vainqueur match 48 |  |  |                               |                               |                               |                               |                  |                  | 13 décembre 2025 | 13 décembre 2025 | 13 décembre 2025 | 13 décembre 2025 |
|  | ?1               | 4e meilleur 1er de groupe  | -                | Vainqueur match 48 |  |  |                               |                               |                               |                               |                  |                  | 13 décembre 2025 | 13 décembre 2025 | 13 décembre 2025 | 13 décembre 2025 |
|  | ?1               | 4e meilleur 1er de groupe  | 11 décembre 2025 |                    |  |  |                               |                               |                               |                               |                  |                  | 13 décembre 2025 | 13 décembre 2025 | 13 décembre 2025 | 13 décembre 2025 |
|  | ?1               | 5e meilleur 1er de groupe  |                  |                    |  |  |                               |                               |                               |                               |                  |                  | 13 décembre 2025 | 13 décembre 2025 | 13 décembre 2025 | 13 décembre 2025 |
|  | ?1               | 5e meilleur 1er de groupe  | -                | Vainqueur match 59 |  |  |                               |                               |                               |                               |                  |                  |                  |                  |                  |                  |
|  | 8 décembre 2025  |                            | -                | Vainqueur match 59 |  |  |                               |                               |                               |                               |                  |                  |                  |                  |                  |                  |
|  |                  |                            | -                | Vainqueur match 60 |  |  |                               |                               |                               |                               |                  |                  |                  |                  |                  |                  |
|  | ?1               | 2e meilleur 1er de groupe  | -                | Vainqueur match 60 |  |  |                               |                               |                               |                               |                  |                  |                  |                  |                  |                  |
|  | ?1               | 2e meilleur 1er de groupe  |                  |                    |  |  |                               |                               |                               |                               |                  |                  |                  |                  |                  |                  |
|  | ?2               | 1er meilleur 2e de groupe  |                  |                    |  |  |                               |                               |                               |                               |                  |                  |                  |                  |                  |                  |
|  | ?2               | 1er meilleur 2e de groupe  | -                | Vainqueur match 46 |  |  | Match pour la troisième place | Match pour la troisième place | Match pour la troisième place | Match pour la troisième place |                  |                  |                  |                  |                  |                  |
|  | 8 décembre 2025  |                            | -                | Vainqueur match 46 |  |  | Match pour la troisième place | Match pour la troisième place | Match pour la troisième place | Match pour la troisième place |                  |                  |                  |                  |                  |                  |
|  |                  |                            | -                | Vainqueur match 47 |  |  |                               |                               | 13 décembre 2025              | 13 décembre 2025              | 13 décembre 2025 | 13 décembre 2025 |                  |                  |                  |                  |
|  | ?1               | 3e meilleur 1er de groupe  | -                | Vainqueur match 47 |  |  |                               |                               | 13 décembre 2025              | 13 décembre 2025              | 13 décembre 2025 | 13 décembre 2025 |                  |                  |                  |                  |
|  | ?1               | 3e meilleur 1er de groupe  |                  |                    |  |  |                               |                               |                               | -                             | Perdant match 59 |                  |                  |                  |                  |                  |
|  | ?1               | 6e meilleur 1er de groupe  |                  |                    |  |  |                               |                               |                               | -                             | Perdant match 59 |                  |                  |                  |                  |                  |
|  | ?1               | 6e meilleur 1er de groupe  | -                | Perdant match 60   |  |  |                               |                               |                               |                               |                  |                  |                  |                  |                  |                  |
|  |                  |                            |                  |                    |  |  |                               |                               |                               |                               |                  |                  |                  |                  |                  |                  |

#### Tableau de classement pour la5eplace
|  | Demi-finales pour la 5e place | Demi-finales pour la 5e place | Demi-finales pour la 5e place | Demi-finales pour la 5e place |  |  | Match pour la 5e place | Match pour la 5e place | Match pour la 5e place | Match pour la 5e place |
|  |                               |                               |                               |                               |  |  |                        |                        |                        |                        |
|  | 11 décembre 2025              | 11 décembre 2025              | 11 décembre 2025              | 11 décembre 2025              |  |  | 13 décembre 2025       | 13 décembre 2025       | 13 décembre 2025       | 13 décembre 2025       |
|  | -                             | Perdant match 45              |                               |                               |  |  | 13 décembre 2025       | 13 décembre 2025       | 13 décembre 2025       | 13 décembre 2025       |
|  | -                             | Perdant match 45              |                               |                               |  |  | 13 décembre 2025       | 13 décembre 2025       | 13 décembre 2025       | 13 décembre 2025       |
|  | -                             | Perdant match 48              |                               |                               |  |  | 13 décembre 2025       | 13 décembre 2025       | 13 décembre 2025       | 13 décembre 2025       |
|  | -                             | Perdant match 48              | -                             | Vainqueur match 57            |  |  |                        |                        |                        |                        |
|  | 11 décembre 2025              |                               | -                             | Vainqueur match 57            |  |  |                        |                        |                        |                        |
|  |                               |                               | -                             | Vainqueur match 58            |  |  |                        |                        |                        |                        |
|  | -                             | Perdant match 46              | -                             | Vainqueur match 58            |  |  |                        |                        |                        |                        |
|  | -                             | Perdant match 46              |                               |                               |  |  |                        |                        |                        |                        |
|  | -                             | Perdant match 47              |                               |                               |  |  |                        |                        |                        |                        |
|  | -                             | Perdant match 47              | Match pour la 7e place        |                               |  |  |                        |                        |                        |                        |
|  |                               |                               |                               |                               |  |  |                        |                        |                        |                        |
|  | 13 décembre 2025              |                               |                               |                               |  |  |                        |                        |                        |                        |
|  | -                             | Perdant match 57              |                               |                               |  |  |                        |                        |                        |                        |
|  | -                             | Perdant match 57              |                               |                               |  |  |                        |                        |                        |                        |
|  | -                             | Perdant match 58              |                               |                               |  |  |                        |                        |                        |                        |
|  | -                             | Perdant match 58              |                               |                               |  |  |                        |                        |                        |                        |

#### Quarts de finale
| Match 45              | 1er meilleur 1er de groupe | -   | 2e meilleur 2e de groupe |                             |                             |
| 8 décembre 2025 13h30 |                            | (-) |                          | Arbitrage : Arbitre vidéo : | Arbitrage : Arbitre vidéo : |

| Match 46              | 2e meilleur 1er de groupe | -   | 1er meilleur 2e de groupe |                             |                             |
| 8 décembre 2025 15h45 |                           | (-) |                           | Arbitrage : Arbitre vidéo : | Arbitrage : Arbitre vidéo : |

| Match 47              | 3e meilleur 1er de groupe | -   | 6e meilleur 1er de groupe |                             |                             |
| 8 décembre 2025 18h00 |                           | (-) |                           | Arbitrage : Arbitre vidéo : | Arbitrage : Arbitre vidéo : |

| Match 48              | 4e meilleur 1er de groupe | -   | 5e meilleur 1er de groupe |                             |                             |
| 8 décembre 2025 20h15 |                           | (-) |                           | Arbitrage : Arbitre vidéo : | Arbitrage : Arbitre vidéo : |

#### Demi-finales pour la5eplace
| Match 57               | Perdant match 45 | -   | Perdant match 48 |                             |                             |
| 11 décembre 2025 13h30 |                  | (-) |                  | Arbitrage : Arbitre vidéo : | Arbitrage : Arbitre vidéo : |

| Match 58               | Perdant match 46 | -   | Perdant match 47 |                             |                             |
| 11 décembre 2025 15h45 |                  | (-) |                  | Arbitrage : Arbitre vidéo : | Arbitrage : Arbitre vidéo : |

#### Demi-finales
| Match 59               | Vainqueur match 45 | -   | Vainqueur match 48 |                             |                             |
| 11 décembre 2025 18h00 |                    | (-) |                    | Arbitrage : Arbitre vidéo : | Arbitrage : Arbitre vidéo : |

| Match 60               | Vainqueur match 46 | -   | Vainqueur match 47 |                             |                             |
| 11 décembre 2025 20h15 |                    | (-) |                    | Arbitrage : Arbitre vidéo : | Arbitrage : Arbitre vidéo : |

#### Match pour la7eplace
| Match 69               | Perdant match 57 | -   | Perdant match 58 |                             |                             |
| 13 décembre 2025 13h30 |                  | (-) |                  | Arbitrage : Arbitre vidéo : | Arbitrage : Arbitre vidéo : |

#### Match pour la5eplace
| Match 70               | Vainqueur match 57 | -   | Vainqueur match 58 |                             |                             |
| 13 décembre 2025 15h45 |                    | (-) |                    | Arbitrage : Arbitre vidéo : | Arbitrage : Arbitre vidéo : |

#### Match pour la3eplace
| Match 71               | Perdant match 59 | -   | Perdant match 60 |                             |                             |
| 13 décembre 2025 18h00 |                  | (-) |                  | Arbitrage : Arbitre vidéo : | Arbitrage : Arbitre vidéo : |

#### Finale
| Match 72               | Vainqueur match 59 | -   | Vainqueur match 60 |                             |                             |
| 13 décembre 2025 20h15 |                    | (-) |                    | Arbitrage : Arbitre vidéo : | Arbitrage : Arbitre vidéo : |